# Солонецу-Ноу
Солонецу-Ноу (рум. Solonețu Nou) — село в повіті Сучава в Румунії. Входить до складу комуни Качика.

## Географія
Село розташоване на відстані 358 км на північ від Бухареста, 30 км на захід від Сучави, 142 км на північний захід від Ясс.

## Історія
Давнє українське село південної Буковини. За переписом 1900 року в селі Солонець Новий Ґурагуморського повіту були 183 будинки, проживали 1035 мешканців: 134 українців, 8 румунів, 12 німців, 8 євреїв, 871 поляк.

## Населення
За даними перепису населення 2002 року у селі проживали 725 осіб.
Національний склад населення села:
| Національність | Кількість осіб | Відсоток |
| -------------- | -------------- | -------- |
| поляки         | 647            | 89,2%    |
| румуни         | 41             | 5,7%     |
| українці       | 33             | 4,6%     |

Рідною мовою назвали:
| Мова       | Кількість осіб | Відсоток |
| ---------- | -------------- | -------- |
| польська   | 650            | 89,7%    |
| румунська  | 41             | 5,7%     |
| українська | 34             | 4,7%     |